# François Brillaud
Pour les articles homonymes, voir Brillaud.
François Eugène Brillaud, né le 23 septembre 1846 à Cugand, mort dans la même ville le 26 aout 1916, est un peintre français.

## Biographie
Né à Cugand en Vendée le 23 septembre 1846, il est le fils d'un couple d'épiciers François Brillaud et Françoise Jeanne Coulonnier mariés l'année précédente. En 1848 son père décède au mois de janvier, sa mère enceinte accouche au mois d'aoûtd'un garçon, Pierre Clément qui meurt 10 jours plus tard. Elle continue son commerce d'épicerie à Cugand , quartier des Emériats, et élève seule François Brillaud.

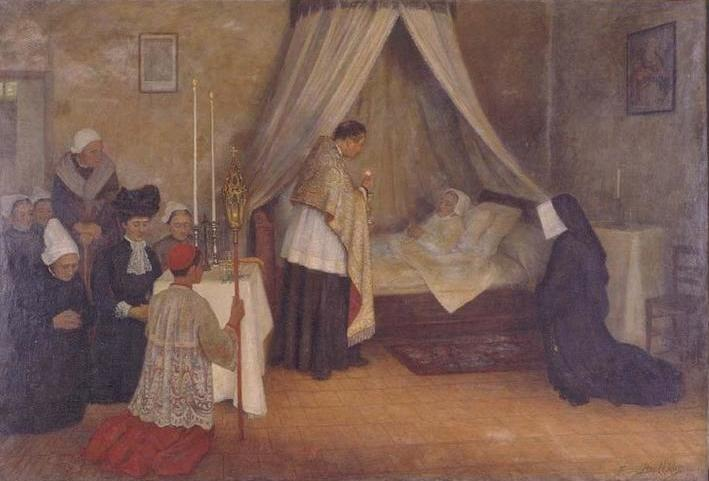
François Eugène Brillaud : Le viatique en Vendée (vers1912, musée municipal de La Roche-sur-Yon).

En 1867, il fait une copie du baptême du Christ d'après Francesco Albani pour décorer les fonts baptismaux de la nouvelle église de Cugand.
Il emprunte le tableau pour le présenter en 1868 au conseil général de Vendée qui lui attribue une pension d'étude pour les beaux-arts et c'est à cette époque qu'il entre aux beaux-arts à Paris avec comme professeurs Breton et Pils.
Il expose régulièrement au salon des Champs-Élysées à partir de 1877. Il habite Montmartre de 1877 à 1880 au 38 Rue Ramey (18e arrondissement), et déménage ensuite en 1881 sur  la butte au 1 Rue Saint-Vincent (10e arrondissement).
 Le salon prend alors le nom de Salon des artistes français.

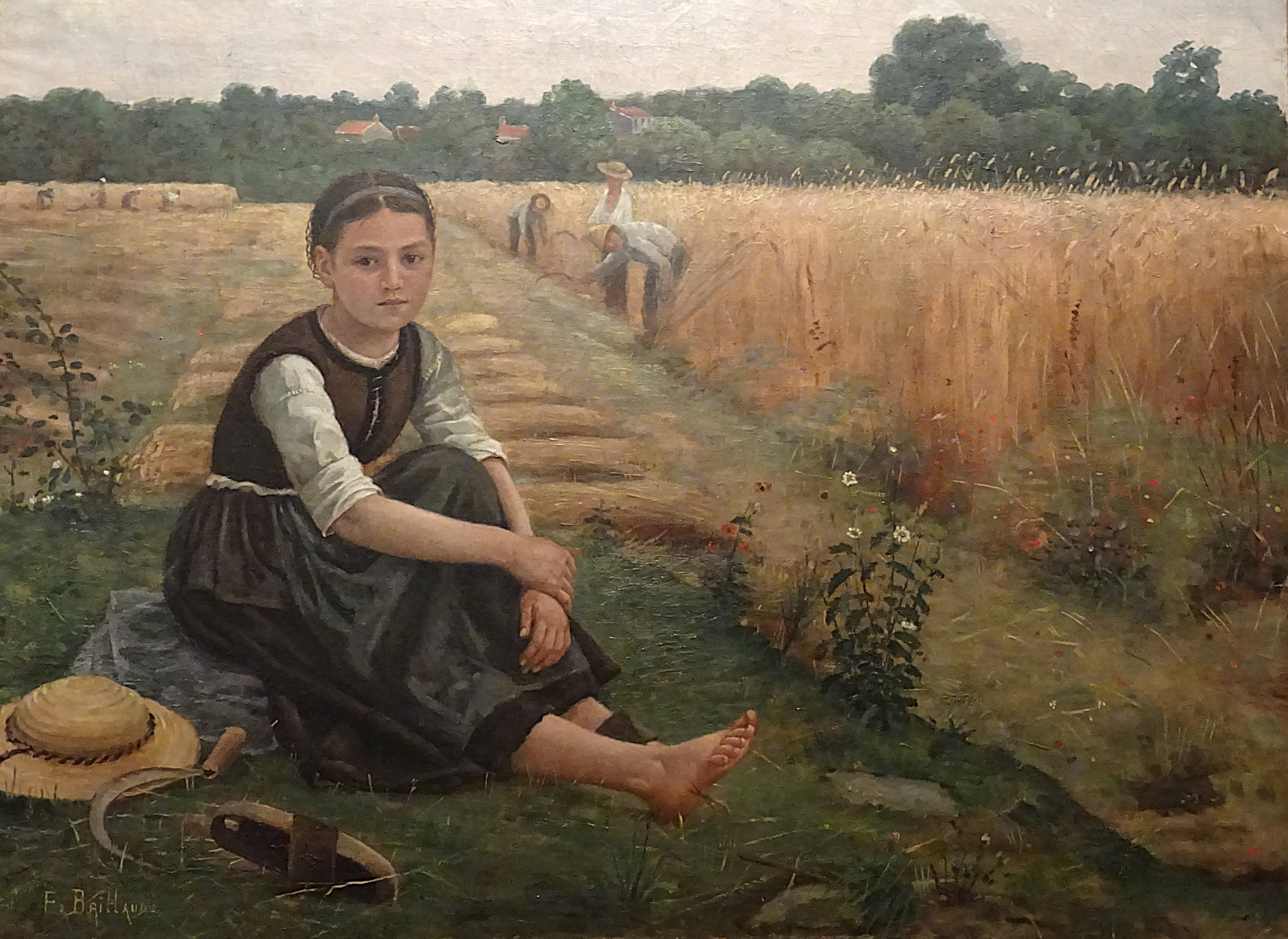
François Eugène Brillaud ː Un instant de repos (1886, huile sur toile, musée des Beaux-Arts de Nantes).

Ses premières toiles, influencées par le style de son maître Jules Breton, sont des scènes de la vie paysanne et également des portraits de sa famille et de notables locaux.

En 1884 il est domicilié 60 Quai de la Fosse à Nantes et en 1894 partage sa vie entre Paris où il habite au 317 Rue de Vaugirard (15e arrondissement) et le 12 Rue Copernic à Nantes.
Domicilié Rue de l'Abbé Grégoire (6e arrondissement) en 1898 ,avec Libellule, il commence une deuxième période: sensible au changement de goût du public, avec l'avènement de l'Art nouveau, il s'essaye au nu et aux scènes de genre.
 On lui doit également quelques natures mortes et plus tard des scènes de la vie militaire dans lesquelles on retrouve l'enseignement de Pils.

En 1909 le décès de sa mère est le thème du Viatique en Vendée exposé d'abord à Nantes puis au salon en 1910.
Il réside à Nantes jusqu'en 1914, continuant ses envois au salon. Il obtient d'ailleurs une mention honorable en 1904, soit 27 ans après sa première participation.
Courant 1914, il retourne vivre à Cugand et y installe son atelier.
Il meurt dans son village natal le 26 août 1916 à La Brillaudière la maison qu'il avait construite au bord de la Sèvre..
 Sa femme, née Debons Lucile Caroline, se conformant à ses dernières volontés, la lègue en 1921 à l'Association des artistes peintres à Paris.
On peut voir ses tableaux au Musée municipal de La Roche-sur-Yon et au Musée des beaux-arts de Nantes.

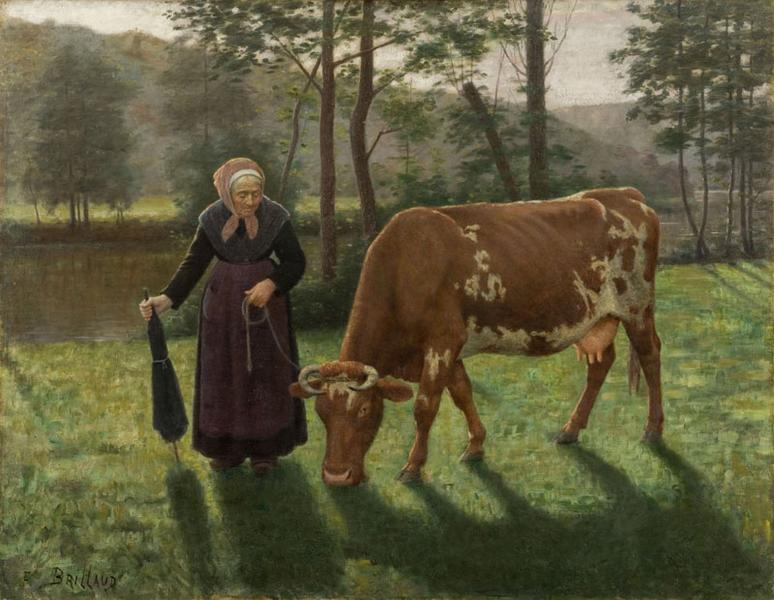
Tranquille vieillesse (avant 1900, musée des beaux-arts de Nantes).)
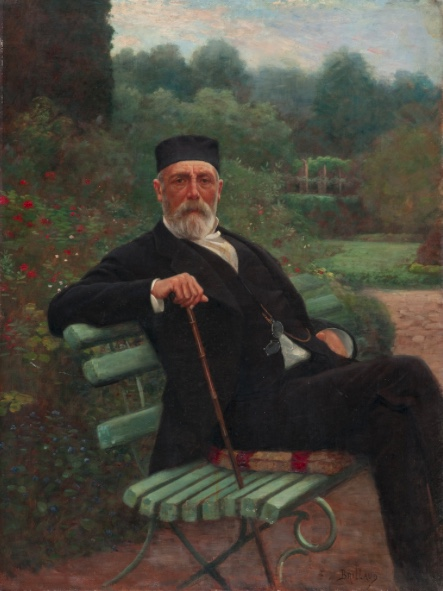
Portrait de Philbert Doré-Graslin (avant 1908, musée des beaux-arts de Nantes).
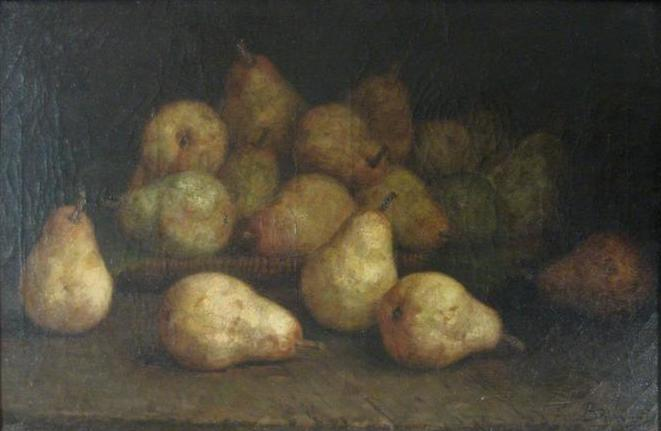
Nature morte de poires et pommes (avant 1916, musée municipal de La Roche-sur-Yon).

Son portrait peint par Charles Mengin se trouve au Musée des beaux-arts de Nantes .
Une rue de Cugand porte son nom.

## Expositions

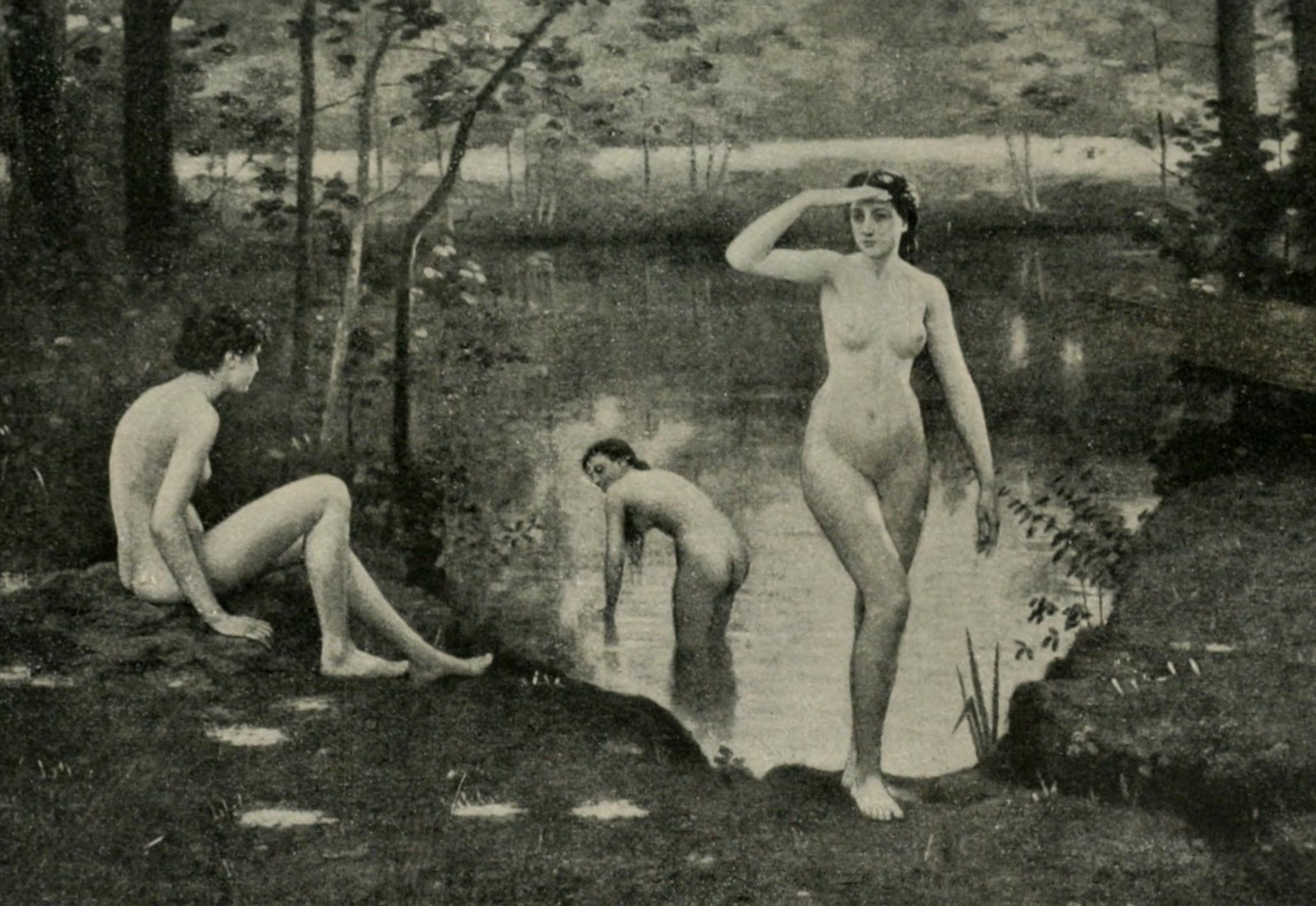
L'été (exposé au salon en 1901)

### Paris
- 1877 : Salon des Champs-Élysées. no 309-Fileuse.
- 1878 : Salon des Champs-Élysées. no 338-La chute du jour
- 1879 : Salon des Champs-Élysées. no 419-Portrait de Mme B., no 420-La petite morte[12]
- 1880 : Salon des Champs-Élysées. no 495-Jeune veuve, no 496-Portrait de Mme X.
- 1881 : Salon des artistes français. no 298-Chez mon grand père
- 1884 : Salon des artistes français. no 361-Portrait de Melle L.B.[13]
- 1888 : Salon des artistes français. no 383-Portrait
- 1889 : Salon des artistes français. no 380-L'Aveu[14]
- 1890 : Salon des artistes français. no 346-Femme plumant un poulet, no 347-Portrait de la mère
- 1892 : Salon des artistes français. no 267-Portrait de Mme G., no 268-Révélation[15]
- 1894 : Salon des artistes français. no 294-Portrait de Melle X..
- 1896 : Salon des artistes français. no 313-Les enfants de Marie, no 314-La rosée[16]
- 1898 : Salon des artistes français. no 305-Libellule[17]
- 1899 : Salon des artistes français. no 295-Le Bain[18], no 296-Portrait de l'ingénieur Cuenot[19]
- 1900 : Salon des artistes français. no 196-[20]L'Asile Saint-Joseph à Nantes[21]
- 1901 : Salon des artistes français. no 307-L'été[22]
- 1902 : Salon des artistes français. no 239-L'Alerte[23]
- 1904 : Salon des artistes français. no 270-Derniers rayons[24] (mention honorable)[25], no 271-Portrait de Melle B.H..
- 1905 : Salon des artistes français. L'Idylle (reproduit en carte postale).
- 1906 : Salon des artistes français. Portrait de ma mère[26]
- 1907 : Salon des artistes français. no 247-Marchande de pêches[27] (reproduit en carte postale), no 248-Mme Mafitte
- 1907 : Dans le bocage vendéen (reproduit en carte postale).
- 1908 : Salon des artistes français. no 246-Ménagère plumant un poulet, no 247 Fruits
- 1909 : Salon des artistes français. no 265-Poires William et Duchesse
- 1910 : Salon des artistes français. no 305-Le Viatique en Vendée [Note 4] (reproduit en carte postale)
- 1912 : Salon des artistes français. Fermière et poules (reproduit en carte postale).

### Nantes
- 1890 : Salon des amis des arts de Nantes. Melle X, Jeanne d'Arc
- 1891 : Salon des amis des arts de Nantes. Portrait de Mr A.D. de Saint D.
- 1896 : Salon des amis des arts de Nantes. Portrait de Mme la vicomtesse de la Noue
- 1897 : Salon des amis des arts de Nantes. Laitière des environs de Pontivy
- 1905 : Salon des amis des arts de Nantes. Portrait du docteur Aumaitre, Portrait de Jacques Pohier
- 1906 : Salon des amis des arts de Nantes. Portrait de ma mère à 84 ans
- 1914 : Salon des amis des arts de Nantes. Le soir sur la Sèvre, Le Printemps

### Société des artistes bretons
- 1902 : Coquetterie
- 1905 : L'Ouvrier, Dimanche à la campagne, Baigneuses
- 1906 : Marchande de pêches, Mère Mafitte
- 1909 : Le viatique en Vendée
- 1912 : Les bords de la Sèvre
- 1914 : Au printemps dans le verger, Retour de fenaison, Le printemps des cœurs, Le petit déjeûner

### Posthumes
- 2001 : Le patrimoine rural du département (prov) : Gétigné (France), Domaine départemental de la Garenne Lemot, 01 janvier 2001-30 juin 2001
- 2008 : 1 siècle de peinture à Clisson du 19 juillet au 21 septembre 2008

## Œuvres référencées
- Œuvres référencées Base Joconde.
- clichés Vizzavona réunion des musées nationaux
- 1896: Portrait d'Alfred Riom (1842-1908)

### Maison Saint-Gabriel à Cugand
- Portrait du curé Grelier
- Portrait de Melle Bousseau
- Portrait de Mme Gouraud d'Antières[Note 5]